# 布蘭查德冰原島峰
72°0′S 64°50′W / 72.000°S 64.833°W
布蘭查德冰原島峰是南極洲的冰原島峰，位於帕爾默地中部，處於古滕科山脈的南端，長約30公里，在1974年由美國地質調查局繪入地圖。